# Daiva Zinkevičienė
Daiva Kalauskaitė, tidigare Zinkevičienė, i Sverige kallad "Daiva Darling", född 20 juli 1967 i Kaunas, är en litauisk tidigare handbollsspelare (vänsternia).
Zinkevičienė spelade för det svenska laget IK Sävehof mellan åren 1990 och 1996, och gjorde totalt 1 457 mål för klubben, varav 1 223 i högsta serien Elitserien (nuvarande SHE). Hon vann skytteligan i högsta serien tre gånger (1992, 1993 och 1996).
Zinkevičienė spelade 50 landskamper för Sovjetunionens landslag och blev UVM-mästare två gånger med deras U20-landslag (1985 i Sydkorea och 1987 i Danmark). Både i klubblaget och U-landslaget spelade hon med bland andra Ausra Fridrikas (Miklušytė), senare utsedd till Årets bästa handbollsspelare i världen (1999). Efter Sovjetunionens sammanbrott spelade Zinkevičienė för Litauens landslag och deltog bland annat vid VM 1993 där Litauen kom på 13:e plats.

## Klubbar
- RSK Eglė (1984–1990)
- IK Sävehof (1990–1996)

## Meriter
- Två UVM-guld (1985 och 1987) med Sovjetunionens U20-landslag
- IHF-cupmästare 1988 med RSK Eglė
- Litauisk mästare fem gånger (1986, 1987, 1988, 1989 och 1990) med RSK Eglė
- Svensk mästare 1993 med IK Sävehof